# Classe Meko 360
La Classe Meko 360 est une série de navires de guerre développée pour la  Marine nigériane et la Marine argentine par Blohm & Voss à Hambourg, de la firme allemande Howaldtswerke-Deutsche Werft conceptrice du destroyer de type MEKO.

## Conception
La classe Meko 360 était la première série de la grande famille des navires de type MEKO.

C'est une conception de destroyers qui peut être facilement adaptée à la demande du commanditaire.

Elle est mise en œuvre dans les années 1970 par les concepteurs du chantier naval Blohm & Voss.

## Caractéristiques
- Type MEKO 360H1 :
  - Aradu (F89) : c'est le premier navire. Il a été commandé par le Nigeria et livré en 1980.

Le destroyer nigérian bénéficie d'une propulsion combinée gaz-diesel entre deux turbines à gaz Rolls-Royce Olympus de 5 000 ch et deux MTU Friedrichshafen diesels de 1 000 ch.
- Type MEKO 360H2 :
  - classe Almirante Brown : les quatre autres suivants sont ordonnés pour la marine argentine.

Les destroyers argentins bénéficient  d'une propulsion combinée gaz-gaz entre deux turbines à gaz Rolls-Royce Olympus de 60 000 ch et deux turbopropulseurs Rolls-Royce Tyne de 9 900 ch.

## Les bâtiments
| Pennant number | Nom                           | Lancement         | Service effectif | Chantier naval        | Fin de carrière | Photo |
| -------------- | ----------------------------- | ----------------- | ---------------- | --------------------- | --------------- | ----- |
| F89            | Aradu Nigeria                 | 25 janvier 1980   | 20 février 1982  | Blohm & Voss Hambourg | - en activité   |       |
| D-10           | ARA Almirante Brown Argentine | 28 mars 1981      | 28 mars 1983     | Blohm & Voss Hambourg | - en activité   |       |
| D-11           | ARA La Argentina Argentine    | 25 septembre 1981 | 4 août 1983      | Blohm & Voss Hambourg | - en activité   |       |
| D-12           | ARA Heroína Argentine         | 17 février 1982   | 7 novembre 1983  | Blohm & Voss Hambourg | - hors service  |       |
| D-13           | ARA Sarandí Argentine         | 31 août 1982      | 23 avril 1984    | Blohm & Voss Hambourg | - en activité   |       |